# Fumio Nutahara
Fumio Nutahara (jap. 奴田原文雄 Nutahara Fumio; ur. 20 grudnia 1963 w Kōchi) – japoński kierowca rajdowy, 7-krotny mistrz Japonii, a także wicemistrz świata w serii Production Cars WRC.
W 1999 r. Nutahara zadebiutował w Rajdowych Mistrzostwach Świata. Pilotowany przez Noriyukiego Odagiri i jadący Mitsubishi Lancerem Evo 5 nie ukończył wówczas Rajdzie Nowej Zelandii z powodu awarii. 
W 2004 r. zaliczył cykl startów w serii Production Cars WRC. Zajął w niej 9. miejsce, a w 2005 r. - był w niej 4. (zajął 2. miejsce w PCWRC w Rajdzie Japonii). W 2006 r. wywalczył wicemistrzostwo Production Cars. Zdobył 35 punktów, o 5 mniej niż zwycięzca, Katarczyk Nasir al-Atijja. Japończyk wygrał w PCWRC Rajd Monte Carlo, Rajd Japonii i Rajd Cypru. We wspomnianym Rajdzie Japonii był 8. w klasyfikacji generalnej zdobywając swój pierwszy w karierze punkt w mistrzostwach świata. W latach 2007–2008 zajmował 7. pozycję w Production Cars.
Swój debiut rajdowy Nutahara zaliczył w 1986 r. w wieku 23 lat. Siedmiokrotnie w swojej karierze wywalczył tytuł rajdowego mistrza Japonii. W 2003 r. zajął 2. miejsce w grupie N, w rajdowym Pucharze Azji i Pacyfiku.

## Występy w mistrzostwach świata
| Sezon | Zespół                | Samochód                                        | 1      | 2       | 3          | 4          | 5          | 6         | 7         | 8      | 9         | 10        | 11      | 12              | 13        | 14              | 15        | 16              | Punkty | Miejsce |
| ----- | --------------------- | ----------------------------------------------- | ------ | ------- | ---------- | ---------- | ---------- | --------- | --------- | ------ | --------- | --------- | ------- | --------------- | --------- | --------------- | --------- | --------------- | ------ | ------- |
| 1999  | Advan-PIAA Rally Team | Mitsubishi Lancer Evo 5                         | Monako | Szwecja | Kenia      | Portugalia | Hiszpania  | Francja   | Argentyna | Grecja | NU        | Finlandia | NU      | Włochy          | Australia | Wielka Brytania |           |                 | 0      | -       |
| 2000  | Advan-PIAA Rally Team | Mitsubishi Lancer Evo 6                         | Monako | Szwecja | Kenia      | Portugalia | Hiszpania  | Argentyna | Grecja    | 20     | Finlandia | Cypr      | Francja | Włochy          | Australia | Wielka Brytania |           |                 | 0      | -       |
| 2001  | Advan-PIAA Rally Team | Mitsubishi Lancer Evo 7                         | Monako | Szwecja | Portugalia | Hiszpania  | Argentyna  | Cypr      | Grecja    | Kenia  | Finlandia | 20        | Włochy  | Francja         | NU        | Wielka Brytania |           |                 | 0      | -       |
| 2004  | Advan-PIAA Rally Team | Mitsubishi Lancer Evo 7 Mitsubishi Lancer Evo 8 | Monako | Szwecja | 17         | NU         | Cypr       | Grecja    | Turcja    | NU     | Finlandia | NU        | NU      | Wielka Brytania | Włochy    | 18              | Hiszpania | 12              | 0      | -       |
| 2005  | Advan-PIAA Rally Team | Mitsubishi Lancer Evo 8                         | Monako | 43      | Meksyk     | 20         | Włochy     | 20        | 45        | Grecja | Argentyna | Finlandia | Niemcy  | Wielka Brytania | 14        | Francja         | Hiszpania | 12              | 0      | -       |
| 2006  | Advan-PIAA Rally Team | Mitsubishi Lancer Evo 9                         | 17     | Szwecja | NU         | Hiszpania  | Francja    | Argentyna | Włochy    | Grecja | Niemcy    | Finlandia | 8       | 11              | Turcja    | 26              | 21        | Wielka Brytania | 1      | 28.     |
| 2007  | Advan-PIAA Rally Team | Mitsubishi Lancer Evo 9                         | Monako | 22      | Norwegia   | 18         | Portugalia | NU        | Włochy    | Grecja | Finlandia | Niemcy    | 17      | Hiszpania       | Francja   | NU              | 21        | Wielka Brytania | 0      | -       |
| 2008  | Advan-PIAA Rally Team | Mitsubishi Lancer Evo 9                         | Monako | Szwecja | Meksyk     | 11         | Jordania   | Włochy    | 17        | Turcja | 23        | Niemcy    | NU      | Hiszpania       | Francja   | 18              | NU        |                 | 0      | -       |